# Stazione di Perarolo di Cadore
Stazione di Perarolo di Cadore vasútállomás Olaszországban, Veneto régióban, Perarolo di Cadore településen.

## Vasútvonalak
Az állomást az alábbi vasútvonalak érintik:
- Calalzo–Padova-vasútvonal

## Kapcsolódó állomások
A vasútállomáshoz az alábbi állomások vannak a legközelebb: 
- Stazione di Ospitale di Cadore
- Sant'Andrea railway stop